# Алтынбешик
 Алтынбесик (тур. Altınbeşik) — карстовая пещера в 55 км от города Манавгат, провинция Анталия, Турция.
Длина известной части пещеры составляет 4 500 м, её подземное озеро является третьим по величине в мире и самым большим в Турции. Входит в состав национального парка «Пещера Алтынбешик».

## История
Пещера Алтынбешик открыта геологом, профессором Темучином Айгеном в 1966 году. Название происходит от названия горы Алтынбешик, внутри которой она находится. В 60-х — 90-х годах исследовалась британскими, французскими, японскими и чешскими спелеологами. Исследование пещеры продолжается.

## География
Расположена на западных склонах ущелья, в котором протекает река Манавгат, в окрестностях небольшого поселения Урунлу в горах Западный Тавр, в 9 км от Ибрады. Располагается почти горизонтально и имеет три уровня. Вход представляет собой огромный грот высотой около 40 метров. На самом нижнем уровне находятся озёра, подземная река и водопад, иногда называемый водопадом Алтынбешик. Первое подземное озеро, начинающееся прямо у входа, имеет длину 125 метров, его глубина 9 метров. Далее располагаются цепочка озёр меньших размеров. В дождливые годы вода достигает второго уровня пещеры. Верхний уровень всегда сухой. Там находятся валуны, сталактиты и сталагмиты.
Самая высокая точка пещеры +101 метр относительно высоты её входа. Воды пещеры связаны с озером Бейшехир (тур. Beyşehir). Является частью большой системы пещер.
Алтынбешик открыта для туризма.